# Ostend Challenger 1993
L'Ostend Challenger 1993 è stato un torneo di tennis facente parte della categoria ATP Challenger Series nell'ambito dell'ATP Challenger Series 1993. Il torneo si è giocato a Ostenda in Belgio dal 12 al 18 luglio 1993 su campi in terra rossa.

## Vincitori

### Singolare
Jean-Philippe Fleurian ha battuto in finale  Jan Apell con il punteggio di 7–6, 7–5

### Doppio
Stephen Noteboom /  Jack Waite hanno battuto in finale  Jean-Philippe Fleurian /  Andrea Gaudenzi con il punteggio di 6–7, 6–1, 6–4